# Javier Campos Moreno
Javier Benito Campos Moreno (Santiago, 6 de marzo de 1959) es un Gran Maestro de ajedrez chileno.

## Resultados destacados en competición
Fue dos veces ganador del Campeonato de ajedrez de Chile en los años 1979 y 1980.
Participó representando a Chile en cinco Olimpíadas de ajedrez en los años 1980 en La Valeta, 1982 en Lucerna, 1992 en Manila, 1994 en Moscú y 2010 en Janti-Mansisk.